# کرایوو بیاوه
کرایوو بیاوه (به لهستانی:  Krajewo Białe) یک روستا در لهستان است که در گمینا زامبروو واقع شده‌است.
 کرایوو بیاوه  ۱۶۰ نفر جمعیت دارد.